# Проезд Шавырина (Ярославль)
Проезд Шавырина — проезд в северной части города Ярославля, в жилом районе Брагино, пролегающий от улицы Урицкого до проспекта Дзержинского, параллельно Тутаевскому шоссе.

## История
Название проезду присвоено в 1976 году в честь Бориса Шавырина — конструктора миномётного и реактивного вооружения.

## Здания и сооружения
- № 3А, 3Б, 23 — Детский сад № 8
- № 4, 6, 8, 10 — деревянные дома на 8 квартир (ныне снесены)
- № 5, 7, 9, 11, 13, 15, 17, 19, 21 — индивидуальные дома, построенные в 1957 году.
- № 14 — РЭУ № 11
- № 24 — Центр охраны окружающей среды
- № 25 к2 — «Жилой дом на проезде Шавырина»